# Circonscription de Batman
La circonscription de Batman est une ancienne circonscription électorale australienne située dans la banlieue de Melbourne au Victoria. Elle a été créée en 1906 (elle était auparavant appelée Melbourne Nord) et porte le nom de John Batman, un des fondateurs de la ville de Melbourne. 
Quand elle a été créée, la circonscription couvrait la proche banlieue de Melbourne avec Carlton et Fitzroy, mais des changements de limites successives n'ont cessé de la faire progresser vers le nord. Aujourd'hui, elle comprend les quartiers de Northcote, Preston, Reservoir et Thornbury. C'est l'un des sièges les plus sûrs en Australie pour le Parti travailliste australien. Son membre le plus notable a été Brian Howe, qui a été vice-premier ministre dans les gouvernements de Bob Hawke et Paul Keating. 
Batman a été la circonscription la plus facilement remportée à l'élection fédérale de 2007.
En 2019, elle est renommée Cooper pour les élections fédérales.

## Représentants
| Nom             | Parti            | Période de mandat |
| --------------- | ---------------- | ----------------- |
| Jabez Coon      | Protectionniste  | 1906–1909         |
| Jabez Coon      | Commonwealth     | 1909–1910         |
| Henry Beard     | Travailliste     | 1910–1910         |
| Frank Brennan   | Travailliste     | 1911–1931         |
| Samuel Dennis   | United Australia | 1931–1934         |
| Frank Brennan   | Travailliste     | 1934–1949         |
| Alan Bird       | Travailliste     | 1949–1962         |
| Sam Benson      | Travailliste     | 1962–1966         |
| Sam Benson      | Indépendant      | 1966-1969         |
| Horace Garrick  | Travailliste     | 1969–1977         |
| Brian Howe      | Travailliste     | 1977–1996         |
| Martin Ferguson | Travailliste     | 1996–2013         |
| David Feeney    | Travailliste     | 2013–2018         |
| Ged Kearney     | Travailliste     | 2018–2019         |